# Ничего не бойся, я с тобой (мюзикл)
«Ничего не бойся, я с тобой» — российский мюзикл, основанный на песнях группы «Секрет», премьерный показ которого состоялся 3 декабря 2022 года на сцене Театра МДМ (Московский дворец молодежи). Спектакль был сыгран последний раз 13 октября 2024 года, после чего закрылся. Однако продюсер пообещал - "надеемся на скорое возвращение". В общей сложности было сыграно 718 спектаклей, что является абсолютным рекордом российских мюзиклов. Авторами сюжета и пьесы выступили Сергей Калужанов и Михаил Миронов, продюсером — Дмитрий Богачёв. В спектакле звучат 20 композиций бит-квартета «Секрет» второй половины 80-х — первой половины 90-х годов XX века в новых, оркестровых аранжировках Евгения Загота

## Персонажи и сюжет мюзикла

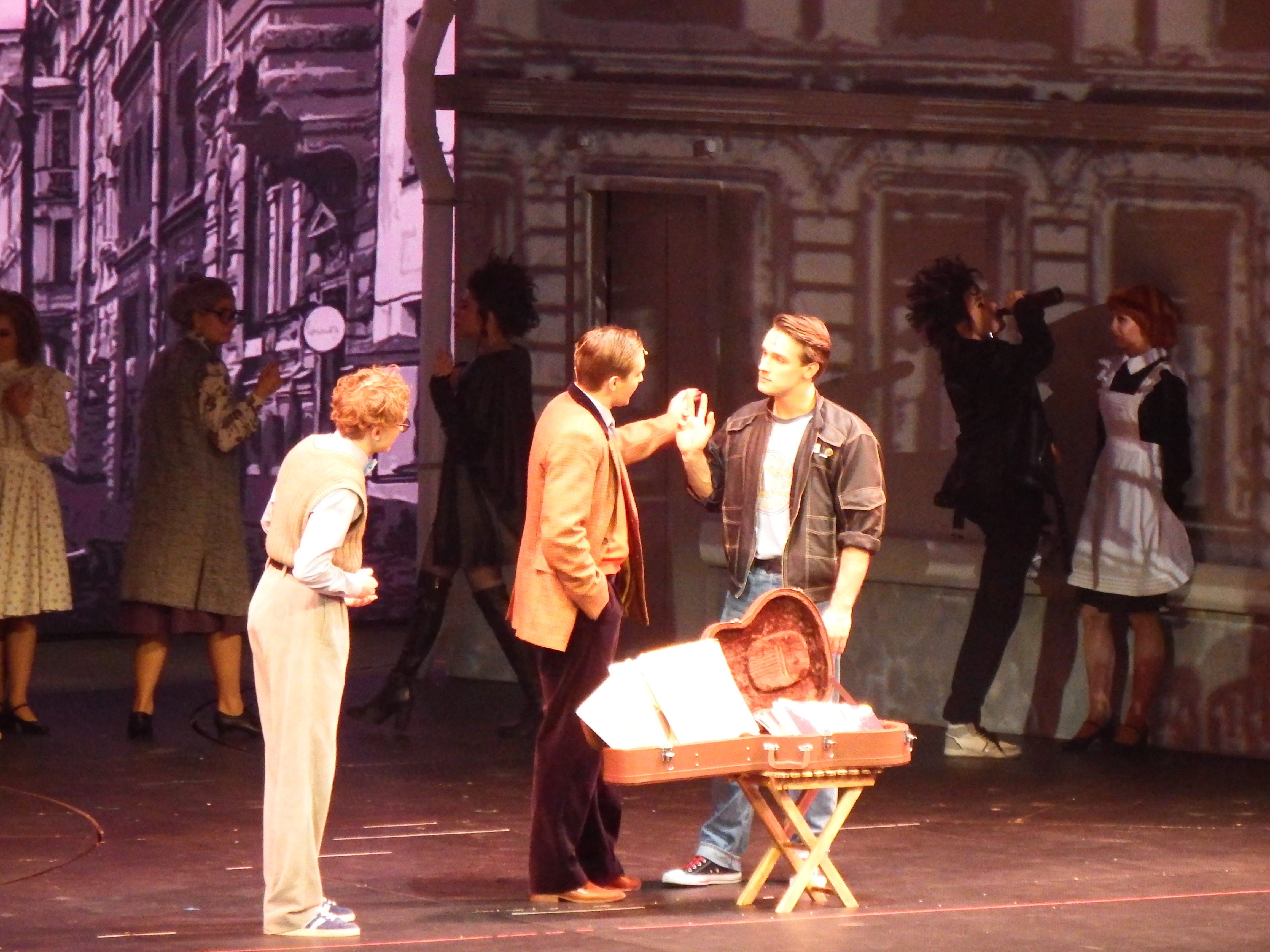

Сюжет мюзикла разворачивается в Ленинграде середины 1980-х годов с характерными признаками эпохи — дефицитными пластинками, квартирниками, встречами на крышах, белыми ночами и ожиданиями перемен. Слава по прозвищу «Беспечный ездок» и его друг тихоня-аспирант Антон играют рок-н-ролл на подпольных вечеринках и занимаются продажей пластинок. Их друг Денис планирует стать дипломатом, а его старшая сестра Кристина организует у себя квартирники и мечтает о своей музыкальной передаче на Ленинградском телевидении. Выходя с одной из ночных посиделок, Слава видит на чердачном балконе дома дочку профессора-историка по имени Алиса, и они влюбляются друг в друга. Далее основная проблематика произведения предстает перед зрителем в виде дилеммы: выбирать материальные блага и успешную карьеру или идти по зову сердца.

## Музыкальные номера и саундтрек
Все композиции в аранжировке Евгения Загота, текст некоторых песен незначительно отличается от альбомных редакций, указаны авторы альбомных версий песен.
| №   | Название                                       | Текст песни                 | Музыка                         | Альбом                     | Длительность |
| --- | ---------------------------------------------- | --------------------------- | ------------------------------ | -------------------------- | ------------ |
| 1.  | «Увертюра» (Инструментальная композиция)       | —                           |                                | —                          |              |
| 2.  | «Ленинградское время»                          | Леонидов, Фоменко           | Леонидов, Фоменко              | Ленинградское время (1989) |              |
| 3.  | «Тысяча пластинок»                             | Рубин                       | Леонидов                       | Ты и я (1984)              |              |
| 4.  | «Алиса»                                        | Рубин                       | Леонидов                       | Секрет                     |              |
| 5.  | «Арина-балерина»                               | Леонидов, Фоменко           | Леонидов, Фоменко              | Сердце северных гор (1988) |              |
| 6.  | «Именины у Кристины/Она не понимает» (попурри) | Рубин/Заблудовский, Фоменко | Леонидов/Заблудовский, Фоменко | Ты и я                     |              |
| 7.  | «Сара Барабу»                                  | Хопп, Вронский              | Леонидов, Фоменко              | Ты и я                     |              |
| 8.  | «Беспечный ездок»                              | Леонидов, Фоменко           | Леонидов, Фоменко              | Ленинградское время        |              |
| 9.  | «Ничего не бойся»                              | Фоменко                     | Мурашов, Фоменко               | Blues de Moscou (1996)     |              |
| 10. | «Привет»                                       | Рубин                       | Леонидов                       | Секрет                     |              |
| 11. | «Твой папа был прав»                           | Леонидов, Фоменко           | Леонидов, Фоменко              | Секрет                     |              |

| №  | Название                    | Текст песни            | Музыка            | Альбом                       | Длительность |
| -- | --------------------------- | ---------------------- | ----------------- | ---------------------------- | ------------ |
| 1. | «В жарких странах»          | Фоменко                | Мурашов, Фоменко  | Оркестр в пути (1991)        |              |
| 2. | «Домой»                     | Леонидов, Фоменко      | Леонидов, Фоменко | Ленинградское время          |              |
| 3. | «Моя любовь на пятом этаже» | Гин, Леонидов, Фоменко | Леонидов, Фоменко | Секрет                       |              |
| 4. | «Сидя на крыше»             | Фоменко                | Мурашов, Фоменко  | Blues de Moscou              |              |
| 5. | «Последний час декабря»     | Леонидов, Фоменко      | Леонидов, Фоменко | Секрет                       |              |
| 6. | «Всё это и есть любовь»     | Леонидов               | Леонидов          | Всё это и есть любовь (2014) |              |
| 7. | «Вниз по течению»           | Леонидов               | Леонидов          | Секрет                       |              |
| 8. | «Ничего не исчезает»        | Леонидов               | Леонидов          | Секретные материалы (2003)   |              |
| 9. | «Ничего не бойся» (реприза) | Фоменко                | Мурашов, Фоменко  | Blues de Moscou              |              |

В августе 2023 года вышел саундтрек к мюзиклу, состоящий из 20 номеров из спектакля.

## Премьера и отзывы

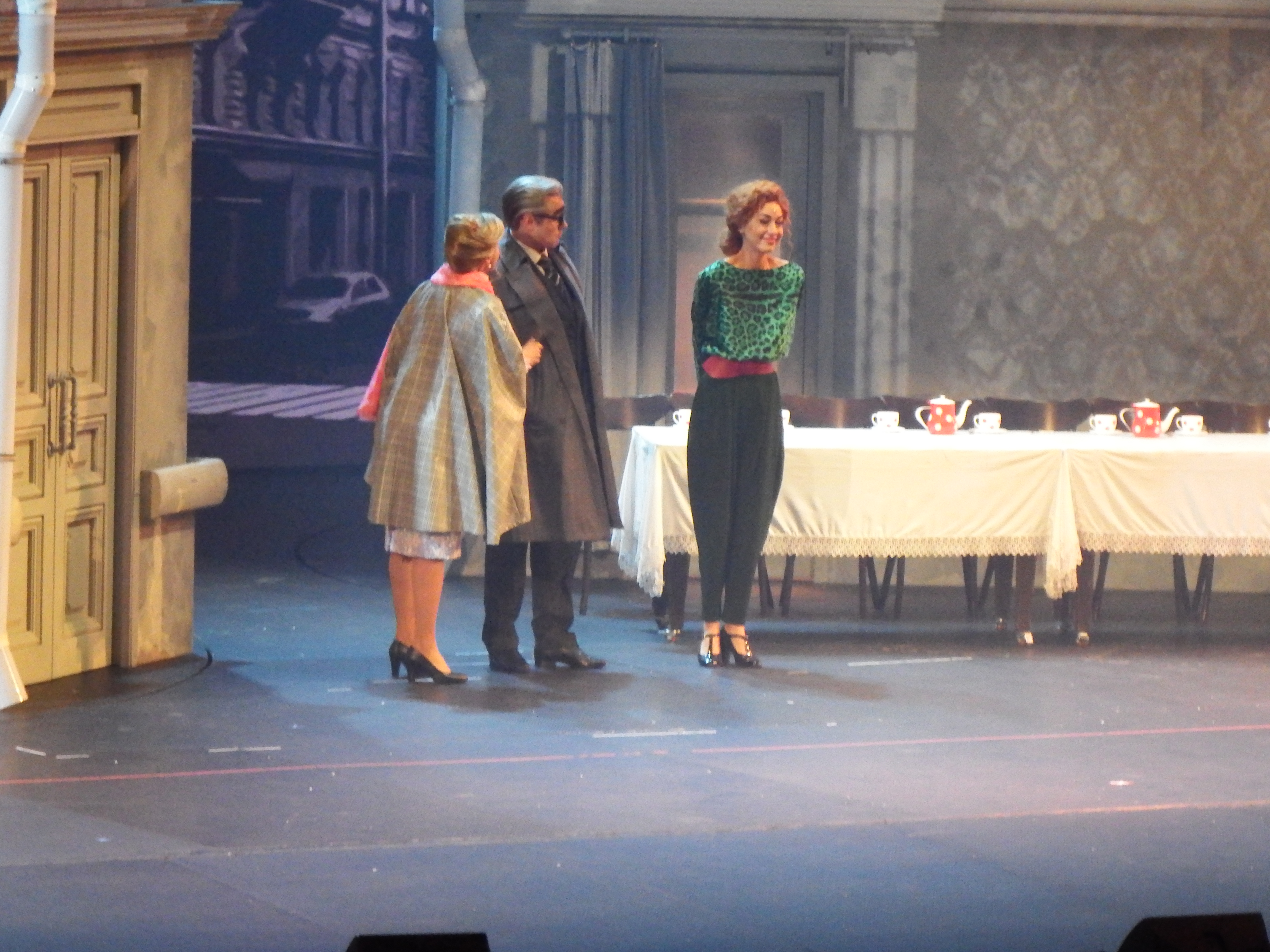

Премьерный показ нового спектакля компании «Бродвей Москва» состоялся 3 декабря 2022 на сцене Московского дворца молодежи. Премьеру посетили Николай Фоменко, Марк Розовский, Яна Чурикова, Алексей Иващенко, Аркадий Укупник, Валерия Ланская, Сергей Бурунов, Евгений Писарев, Павел Ворожцов, Владислав Третьяк, Ирина Линдт, Яна Крайнова, Алика Смехова, Дмитрий Красилов, Лика Рулла, Сергей Филин и др.
С момента первого показа мюзикл получил множество положительных отзывов со стороны посетителей, критиков и участников группы «Секрет».
Один из основателей группы Николай Фоменко не скрывал эмоций: «Я потрясен вашей работой, ребята, вы потрясающие артисты, у вас большое будущее. И отдельно могу сказать: вы похожи на нас».
Российская телеведущая и актриса Яна Чурикова: «Круто! Я считаю, что МДМ, конечно, заслуженно носит звание королевской площадки для всех мюзиклов. И сегодня это очередной большой подарок. Но то, что это мюзикл на российской основе — действительно здорово, потому что творчество бит-квартета „Секрет“ очень сильно располагало к тому, чтобы однажды из этого сделали мюзикл. И вот вы, наконец, сделали это! Спасибо большое! Я желаю этому спектаклю всегда полнейших аншлагов и солдаутов! Приходите! Это того стоит!».
В апреле 2023 года мюзикл стал самым кассовым за всю историю театра в России, собрав свыше 1 миллиарда рублей за первый квартал постановки. А за первые полгода на сцене мюзикл только в Москве посмотрели более 500 тысяч зрителей, кассовые сборы превысили 1,5 миллиарда рублей. В сентябре 2023 года была объявлено о планах снять фильм по мюзиклу.
1 августа 2024 года объявлено, что 13 октября будут сыграны заключительные спектакли.

## Видеоклипы
1. 2022 —  «Последний час декабря» (артисты мюзикла)
2. 2022 —  «Ничего не бойся, я с тобой» (Ваня Дмитриенко и Асия)
3. 2023 —  «Ничего не бойся, я с тобой» (Антон Лобан и Юлия Довганишина)
4. 2023 —  «Моя любовь на пятом этаже» (Владислав Ташбулатов, Артемий Соколов-Савостьянов и другие артисты мюзикла)
5. 2023 —  «Ничего не исчезает» (артисты мюзикла)
6. 2023 —  «Арина-балерина» (Дмитрий Федоров и Алина Баландина)
7. 2023 —  «Привет» (Антон Лобан и другие артисты мюзикла)
8. 2023 —  «На любой стороне Земли» (артисты мюзикла)
9. 2024 —  «Сидя на крыше» (Юлия Ива и Владислав Ташбулатов)
10. 2024 —  «Ничего не исчезает» (Антон Лобан и другие артисты мюзикла)

28 декабря 2022 года мюзикл представил новогоднее поздравление для зрителей — видео на песню «Последний час декабря». Номер, в котором снялись актёры шоу, не является сценой из спектакля, а поставлен специально в декорациях мюзикла. На сцене артисты наряжают ёлку, встречают гостей, накрывают праздничный стол и поднимают бокалы с шампанским.
А 29 декабря Ваня Дмитриенко и Асия выпустили кавер-версию и клип на заглавную песню мюзикла. Кавер записан под впечатлением от мюзикла. Музыканты попытались передать эмоции от истории и персонажей, рассказанной на сцене Театра МДМ.
Также 14 февраля 2023 года ко Дню всех влюблённых клип на заглавную песню представила команда мюзикла. Песню исполняет ведущий дуэт мюзикла — Антон Лобан и Юлия Довганишина.

## Критика

### О мюзикле
Музыкальный критик Алексей Мажаев для портала InterMedia дал рецензию на мюзикл: «Может показаться, что авторы постановки отчасти вдохновлялись российским фильмом „Стиляги“ (2008) — на это намекают и костюмы, и сценка со спекуляцией пластинками, и сюжет со скоропостижной женитьбой молодого дипломата на правильной девушке. Однако к середине первого отделения мюзикл выруливает во вполне самостоятельную историю, привязанную к эпохе начала перестройки. Некоторые известные хиты вписаны в фабулу „Секрет“-мюзикла с бо́льшим изяществом, чем песни ABBA в мюзикл „Mamma Mia!“ — это „Алиса“, „Именины у Кристины“, „Привет“, „Домой“, „Моя любовь на пятом этаже“, „Последний час декабря“, и особенно „Арина-балерина“. Арина-балерина играет в мюзикле бессловесную, но вполне сюжетообразующую роль, заодно предлагая неожиданное развитие одного из самых щемящих, ностальгирующих по молодости произведений бит-квартета».

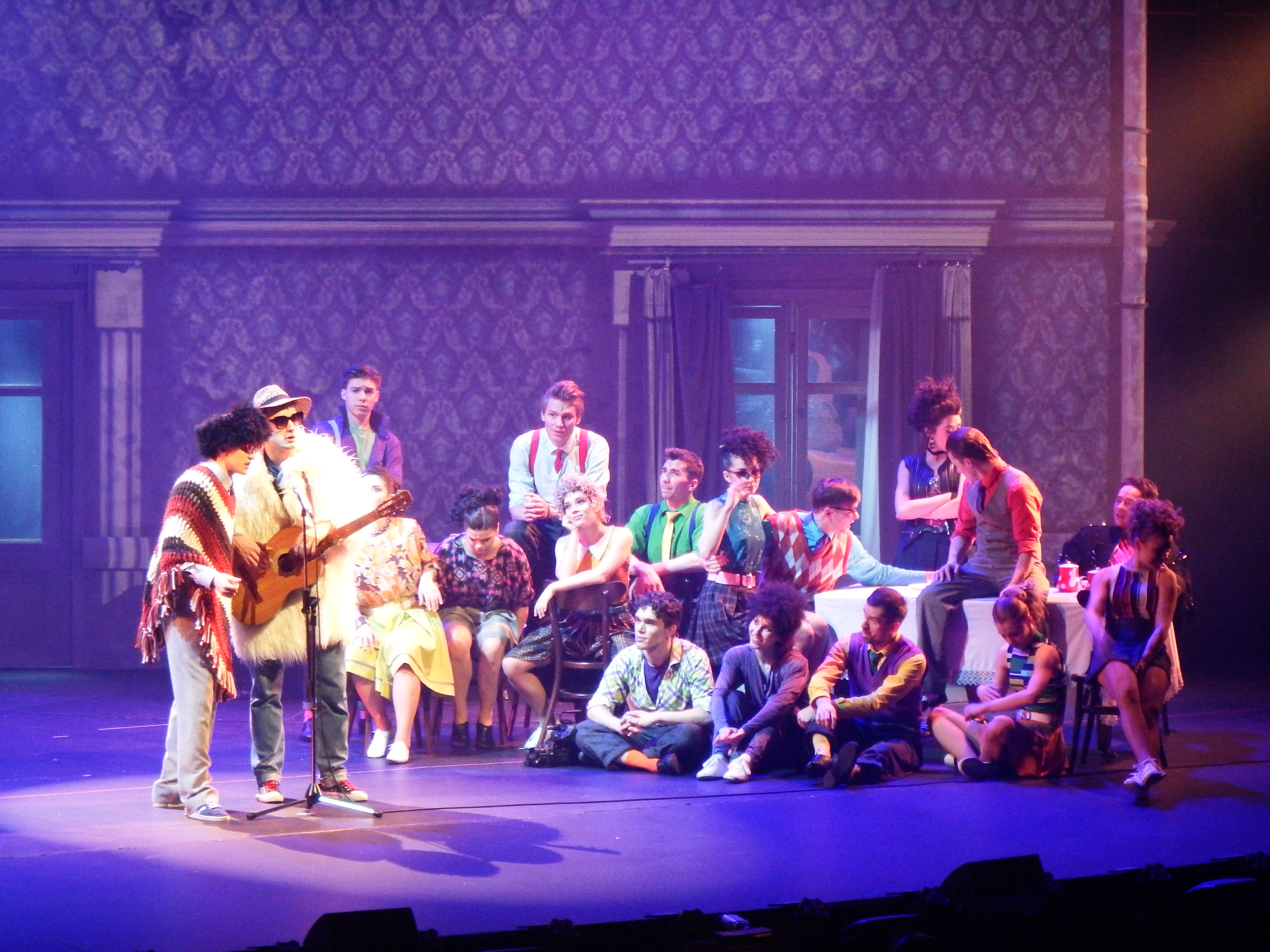

Некоторые песни «Секрета» звучат в парадоксальных обстоятельствах. Так, «Мажорный рок-н-ролл» авторства Майка Науменко «скрестили» с матросским танцем, «Вниз по течению» иллюстрирует пародийную сценку, посвящённую перестроечному Ленинградскому телевидению, «Сара Барабу» исполняется на ломаном английском, а «Сидя на крыше», к изумлению Николая Фоменко, превратился в едва ли не оперный номер. Песня Максима Леонидова «Девочка-видение» в мюзикле не звучит, но её текст и музыка использованы в качестве темы для постоянных издевательств над воображаемой личной жизнью одного из героев. В «Ничего не бойся, я с тобой» также имеется шутка про Купчино, несколько любовных линий, тема выбора между счастьем и благополучием, конфликт поколений, романтика, искромётные диалоги, выброшенный из окна телевизор и… летающий питерский троллейбус. Судя по зрительской реакции, самой любимой «секретовской» песней оказалась «Моя любовь на пятом этаже», но и заглавная «Ничего не бойся, я с тобой» благодаря мюзиклу может вновь подняться на первые строчки чартов".

### О саундтреке к мюзиклу
В рецензии на саундтрек к мюзиклу Мажаев указал: "На этой записи солисты мюзикла поют практически идеально, хотя в живых спектаклях, естественно, не обходится без шероховатостей. Альбом ценен ещё и тем, что фиксирует новые версии песен, большинство из которых записаны «Секретом» 35 и более лет назад, а некоторые и вообще не входили в номерные пластинки. Вполне вероятно, что кто-то из слушателей найдёт мюзикловое звучание хитов интереснее оригинальных вариантов. Ну и прекрасно: музыкальный руководитель постановки и автор аранжировок Евгений Загот ради этого и работал.

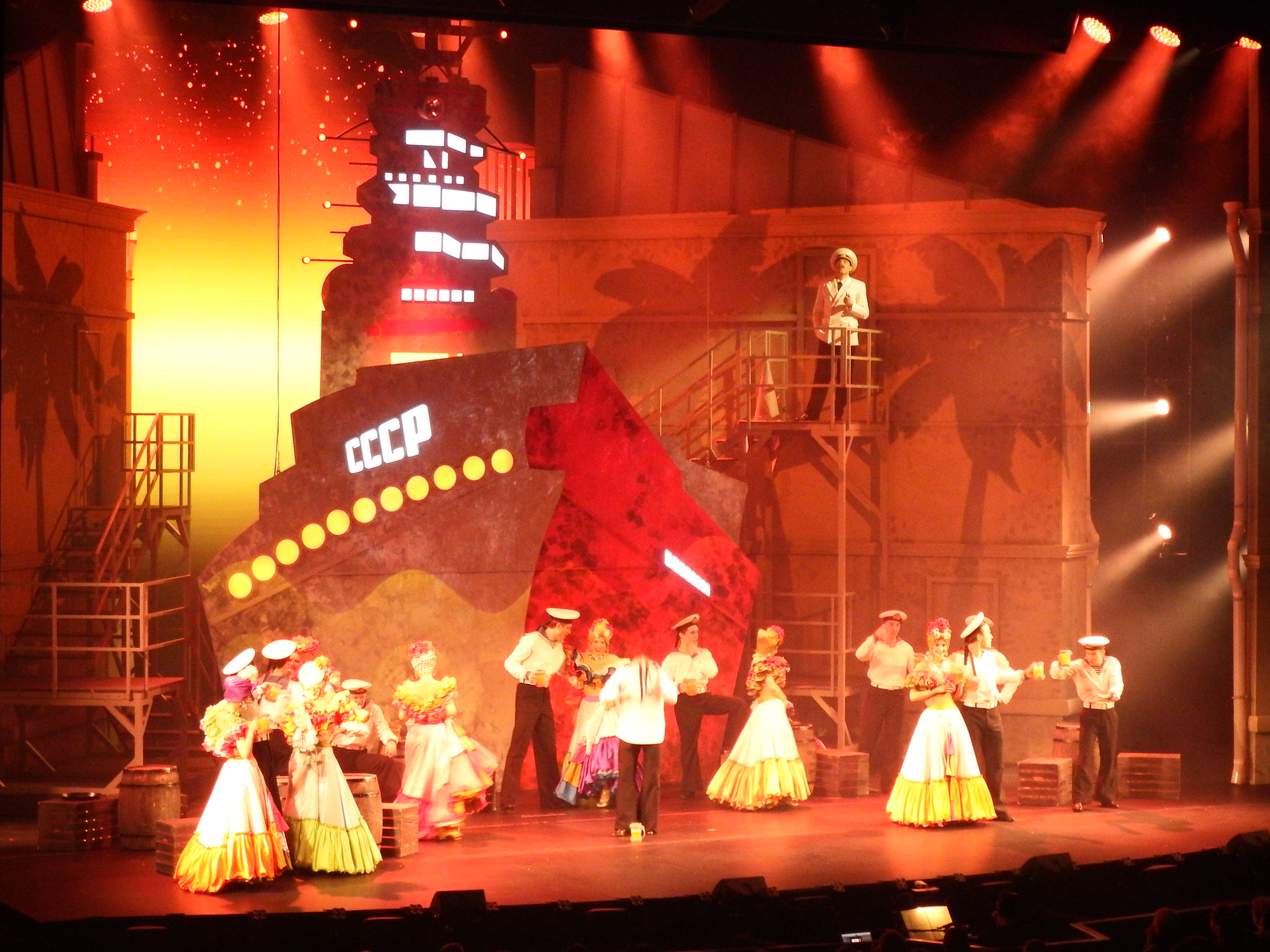

Спектакль и саундтрек спорно начинается с одной из немногих в репертуаре «Секрета» социальных песен «Ленинградское время»: она и звучит «немюзиклово», и сюжет завязывает с некоторым скрипом… Однако затем следует россыпь суперхитов в разных стилях — «Тысяча пластинок», «Алиса», «Арина-балерина», «Именины у Кристины» и «Она не понимает». Причём «Алиса» решена в виде пародии на менуэт (герои подшучивают над другом, который влюбился в домашнюю девушку), а «Кристина» превратилась в настоящий джазовый номер. Сценаристы мюзикла сумели сделать «Сару Бара бу» ещё более дурацкой, чем в оригинале: её на псевдоанглийском языке исполняет «Какая-то группа». Заглавная песня звучит очень жизнеутверждающе и духоподъёмно, а вот «Привет» пострадал: текст композиции изменили ради сюжета, хотя в самой песне за три минуты рассказывалась история любви, достойная отдельной экранизации. Самая свежая из представленных песен «Секрета» «Всё это и есть любовь» вообще в угоду сюжету превратилась в поп-фолковый номер а-ля группа «Фабрика». Ну да ладно, не может же всё быть идеальным. Зато в «Сидя на крыше» появилась впечатляющая женская партия, в «Моей любви на пятом этаже» — хор соседей, возмущённо вопрошающих, зачем герой пришёл опять сюда стоять…
— 

### О треке «Ничего не бойся, я с тобой»

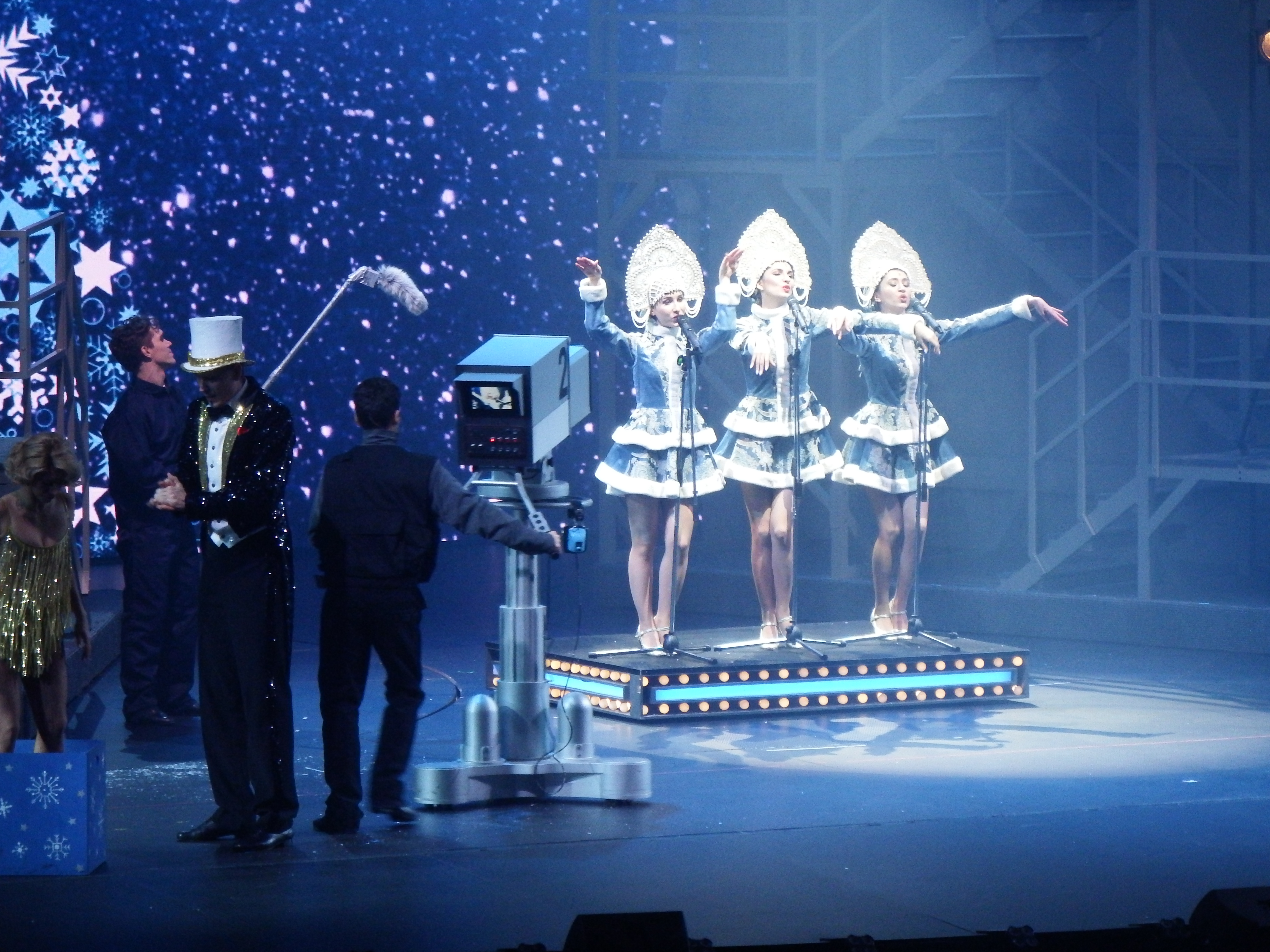

В рецензии на клип и кавер-версию песни «Ничего не бойся, я с тобой», записанных Ваней Дмитриенко и Асиёй, Мажаев отметил: «Спели они, конечно, немножко по-другому. На мой вкус, у „Секрета“ в своё время получилось душевнее, да и в мюзикле заглавный номер звучит тогда, когда у зрителя уже глаза на мокром месте от радости. Тем не менее Ваня и Асия тоже старались выразить в этой песне собственные эмоции. Если в их аудиоверсии вам чего-то не хватило, самое время посмотреть клип — милую романтичную историю, перекликающуюся с сюжетом мюзикла. В клипе Ваня натыкается на красивую девушку (Елизавета Воронова), которая помогает ему скрыться от погони, а Асия — на молодого человека, которого сыграл звезда „Триггера“ Владислав Тирон. Тот тоже спасает новую знакомую, а потом теряет её… Но герои Елизаветы и Влада находят нужный адрес — и оказываются на „Квартирнике у Маргулиса“, где вновь встречают Ваню и Асию, исполняющих песню. При всех шероховатостях артисты показали историю, от которой хочется улыбаться, а это уже немало».

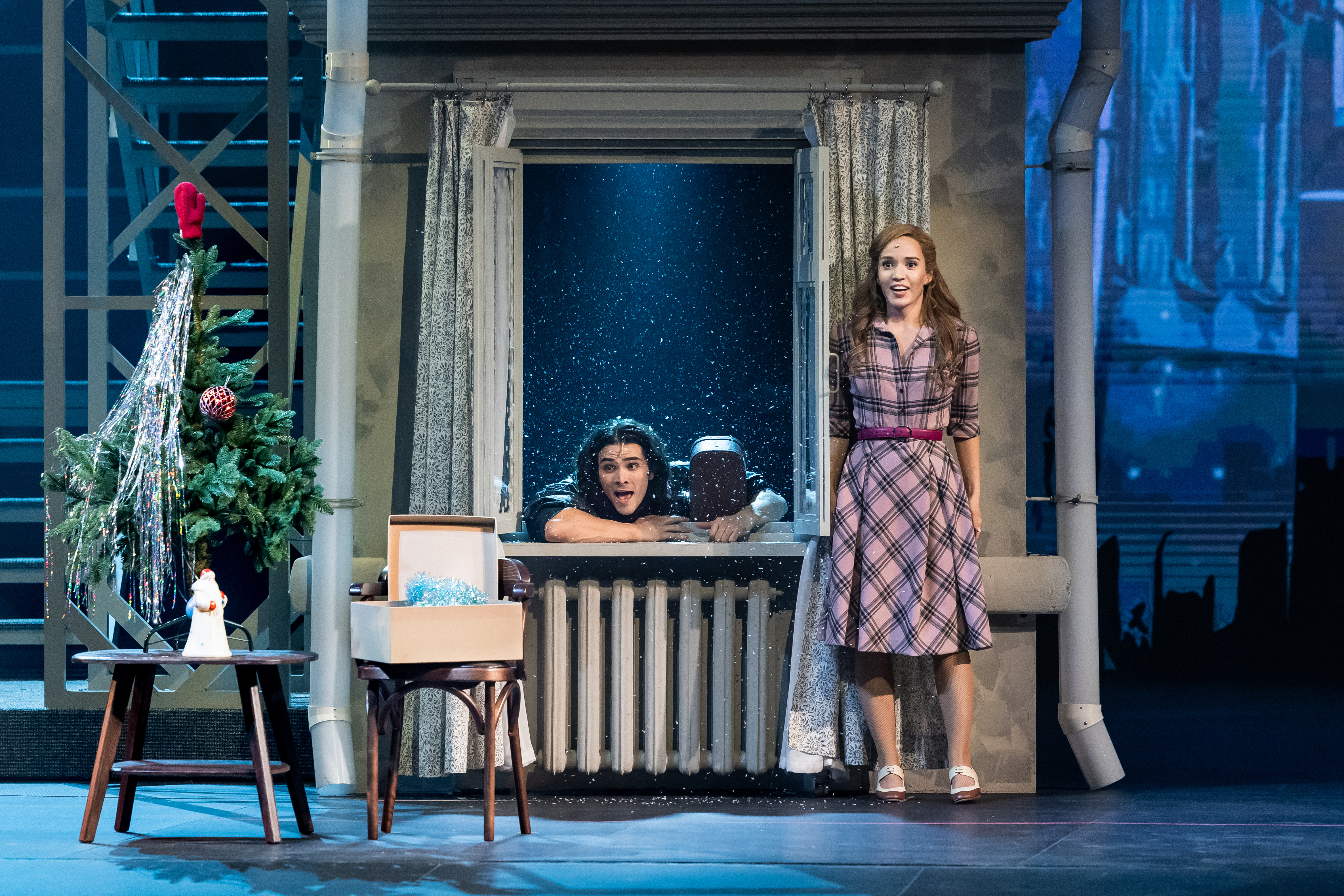

## Создатели

### Творческая группа
- Авторы музыки и текстов песен в основе музыкальных номеров: Максим Леонидов, Николай Фоменко, Андрей Заблудовский, Алексей Мурашов, Дмитрий Рубин
- Авторы сюжета и пьесы: Михаил Миронов, Сергей Калужанов
- Ассистент драматурга: Анна Гвоздь
- Режиссёр-постановщик: Михаил Миронов
- Музыкальный руководитель: Евгений Загот
- Хореограф-постановщик: Ирина Кашуба
- Художник-постановщик: Максим Обрезков
- Художник по костюмам: Татьяна Ногинова
- Художник по свету: Иван Виноградов
- Видеосценограф: Ася Мухина
- Саунд-дизайнер: Станислав Савельев
- Продюсер: Дмитрий Богачёв

## Труппа

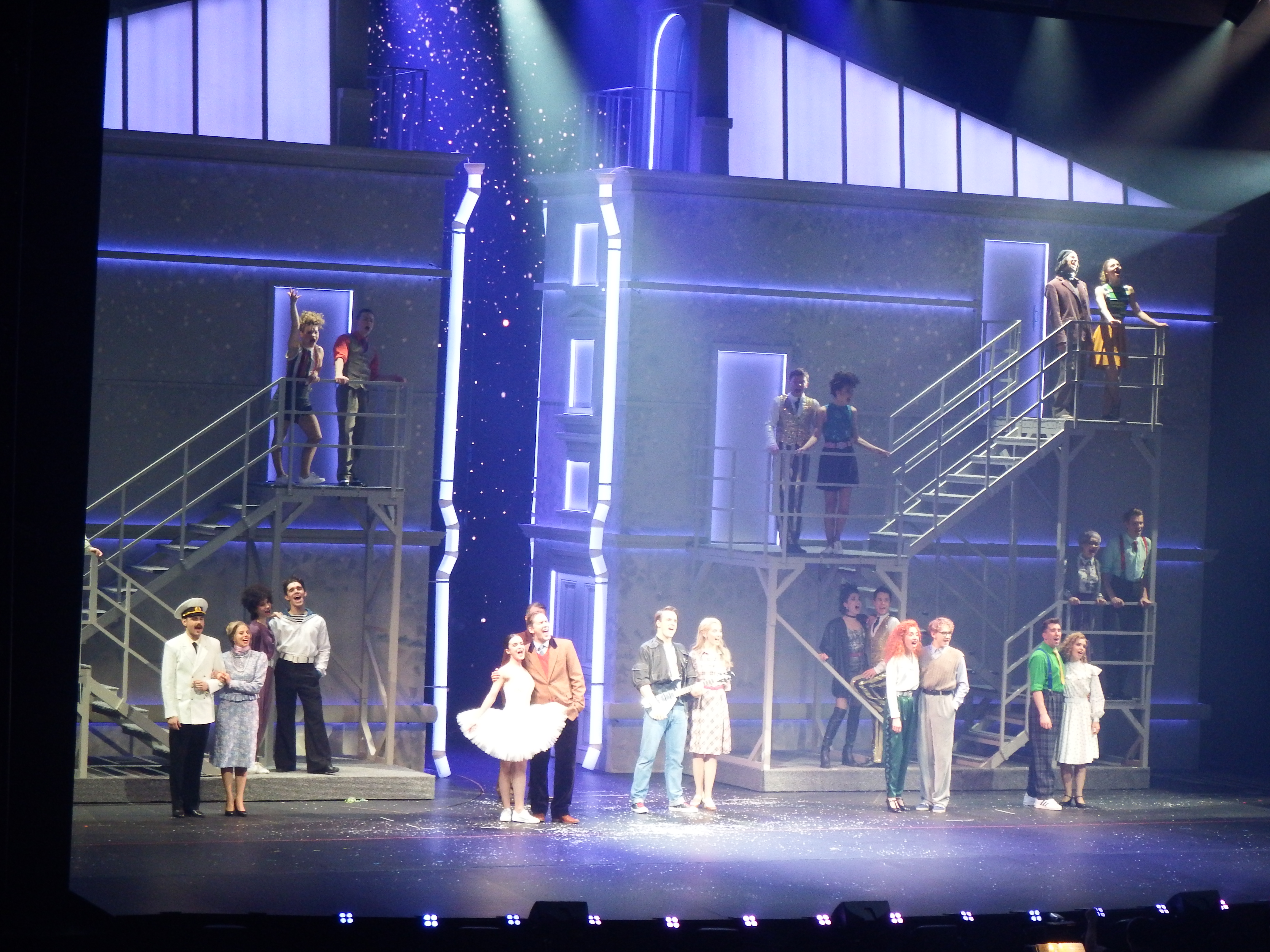

- Слава: Артемий Соколов-Савостьянов, Алексей Фалько, Антон Лобан, Владимир Сапожников
- Антон: Олег Савцов, Владислав Ташбулатов, Никита Смольянинов, Владимир Сапожников
- Денис: Артур Сафиуллин, Олег Отс, Дмитрий Федоров
- Алиса: Дарья Январина, Арина Постникова, Юлия Довганишина
- Кристина: Анастасия Стоцкая, Юлия Ива, Ангелина Феофанова
- Журналист: Вадим Мичман, Максим Маминов, Андрей Бирин
- Профессор: Александр Матросов, Владимир Кисаров, Игорь Балалаев